# 74-es trolibusz (Budapest)
A budapesti 74-es jelzésű trolibusz a Csáktornya park és a Károly körút (Astoria) között közlekedik. A viszonylatot a Budapesti Közlekedési Zrt. közlekedteti a Budapesti Közlekedési Központ megrendelésére.
A vonalon munkanapokon este 20 óra után, valamint hétvégén és ünnepnapokon elsőajtós felszállási rend van érvényben.

## Története
1972. december 23-ától 1977. április 29-éig 74-es jelzéssel autóbuszok közlekedtek a vonalon. 1977. április 30-án indult a 74-es trolibusz a Tanács körút (mai Károly körút) és a Csáktornya park között. Az M3-as autópálya fővárosi bevezető szakaszának építése és a Hungária körúti csomópont bővítése miatt 1980-tól a viszonylatot átmenetileg két szakaszra bontották: trolibusz járt a belvárosi és a Erzsébet királyné úti ideiglenes külső végállomás között egy Hungária körutat érintő ideiglenes hurok segítségével, míg a Csáktornya parki végállomásról pótlóbusz járt a Nagy Lajos király útja, Erzsébet királyné útja, Mexikói út és a mai Horváth Boldizsár utca érintésével, az Erzsébet királyné útja gyalogos aluljárón átszállási lehetőséget biztosítva a vonalszakaszok között, valamint közvetlenül érintve a földalatti végállomását. A teljes viszonylaton 1985. október 1-jétől jártak újra a trolibuszok. A földalattira való közvetlen átszállási igény okán 1987. november 7. - 2025. június 20. között 74A jelzésű betétjárata közlekedett a Csáktornya park és a Kacsóh Pongrác út (mai Mexikói út metróállomás) között.
2016. június 4-étől hétvégén és ünnepnapokon, valamint 2024. január 19-étől munkanapokon este 20 óra után csak az első ajtónál lehet felszállni.

## Útvonala
| Károly körút (Astoria) felé |
| Csáktornya park vá. – Csáktornya park – Ungvár utca – Kassai tér – Nagy Lajos király útja – felüljáró – Ógyalla köz – Szőnyi út – Kacsóh Pongrác út – Kacsóh Pongrác úti felüljáró – Hermina út – Ajtósi Dürer sor – Dózsa György út – Dembinszky utca – Wesselényi utca – Dohány utca – Károly körút (Astoria M) vá. |
| Csáktornya park felé |
| Károly körút (Astoria M) vá. – Dohány utca – István utca – Ajtósi Dürer sor – Hermina út – Kacsóh Pongrác úti felüljáró – Kacsóh Pongrác út – Nagy Lajos király útja – Kassai tér – Ungvár utca – Róna park – Kacsóh Pongrác út – Csáktornya park – Csáktornya park vá.                                               |

## Megállóhelyei
| 0  | Csáktornya park végállomás          | 26 |                                                                              |
| ∫  | Róna park                           | 25 |                                                                              |
| 0  | Sárrét park                         | 24 | 81                                                                           |
| 2  | Pándorfalu utca                     | 23 | 81                                                                           |
| 2  | Nezsider park                       | 22 | 81                                                                           |
| 4  | Kassai tér                          | 21 | 25, 32 81, 82                                                                |
| 6  | Szőnyi út                           | ∫  | 25, 32 81                                                                    |
| 7  | Teleki Blanka utca                  | ∫  | 25, 32 81 S70 G70 S71 S72 Z72 (Rákosrendező)                                 |
| 8  | Amerikai út (Mexikói út M)          | 19 | 25, 32, 225 81, 82 3, 69                                                     |
| 11 | Bethesda utca                       | 17 | 72 1, 1A                                                                     |
| 11 | Ciklámen utca                       | 16 | 70, 72 1, 1A                                                                 |
| 13 | Vakok Intézete                      | 15 | 72 1, 1A                                                                     |
| 15 | Zichy Géza utca                     | 13 | 75                                                                           |
| 16 | Ötvenhatosok tere                   | 11 | 75, 79                                                                       |
| ∫  | Ötvenhatosok tere (István utca)     | 10 | 30, 30A, 230 75, 79                                                          |
| 18 | Dembinszky utca                     | ∫  | 30, 30A, 230 75, 79                                                          |
| 19 | Nefelejcs utca                      | ∫  | 78                                                                           |
| ∫  | Nefelejcs utca / István utca        | 8  | 78, 79                                                                       |
| 22 | Rózsa utca                          | ∫  | 73, 76                                                                       |
| ∫  | Rottenbiller utca / István utca     | 7  | 73, 76, 79                                                                   |
| 23 | Almássy tér                         | ∫  |                                                                              |
| ∫  | Rózsák tere                         | 6  | 73, 76                                                                       |
| ∫  | Szövetség utca                      | 5  |                                                                              |
| 25 | Wesselényi utca / Erzsébet körút    | ∫  | 4, 6                                                                         |
| ∫  | Blaha Lujza tér M (Dohány utca)     | 4  | 5, 7, 7E, 8E, 99, 107, 108E, 110, 112, 133E, 217E 4, 6, 28, 28A, 37, 37A, 62 |
| 26 | Nyár utca                           | ∫  |                                                                              |
| ∫  | Nagy Diófa utca                     | 2  | 5, 7, 8E, 107, 108E, 110, 112, 133E                                          |
| 28 | Károly körút (Astoria M) végállomás | 0  | 5, 7, 8E, 9, 107, 108E, 110, 112, 133E 72 47, 48, 49                         |

## Érdekességek
- Úgyszólván teljes egészében ezen a vonalon, illetve a vonalon közlekedő ZiU–9 típusú járművek egyikén játszódik Vecsernyés János Nyár utca, nem megy tovább című, 2011-ben bemutatott, Kerekes Éva, Bartsch Kata és Keresztes Tamás főszereplésével készült  játékfilmje.

## Képgaléria

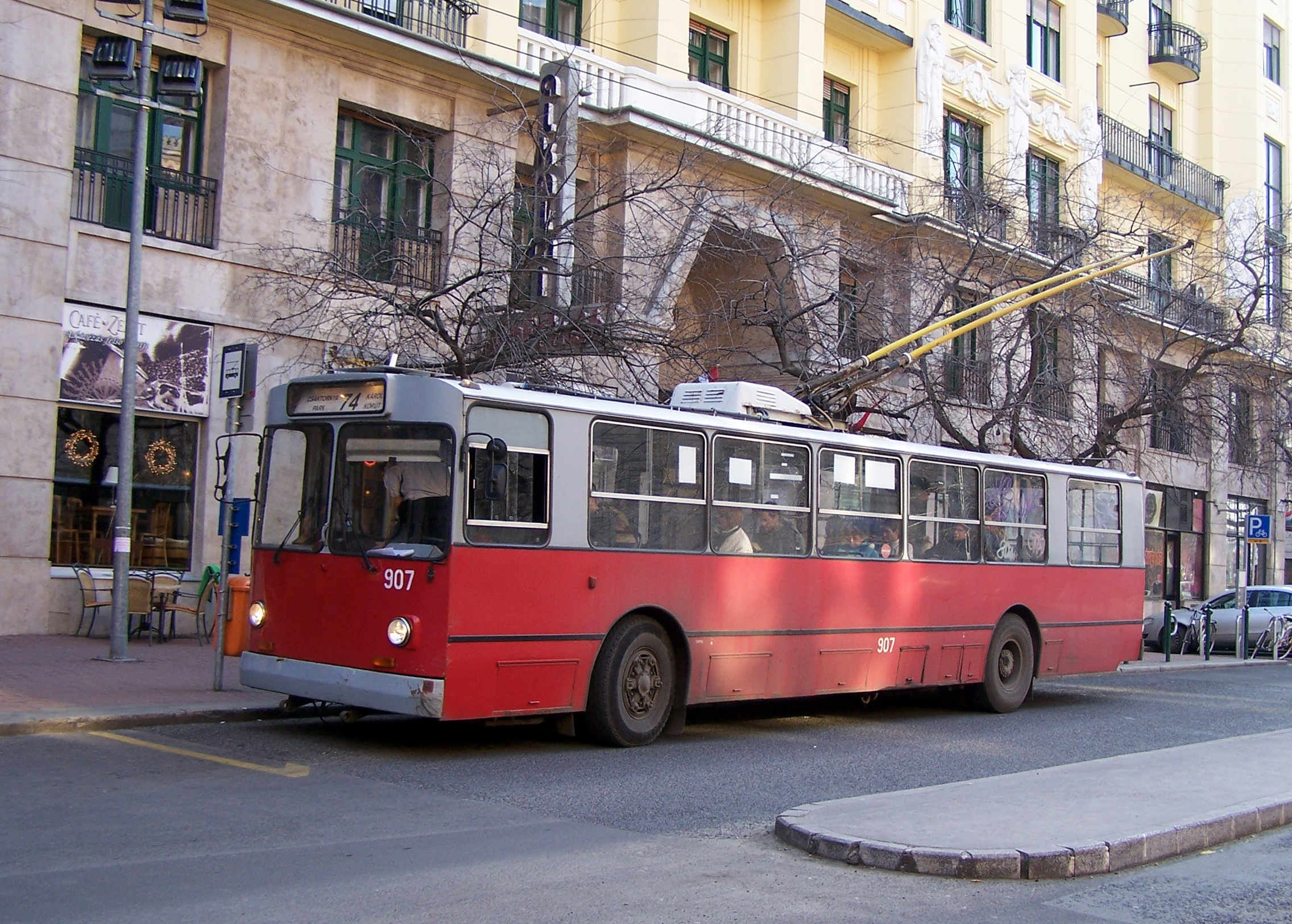
ZiU-9 a Dohány utcában 2009-ben
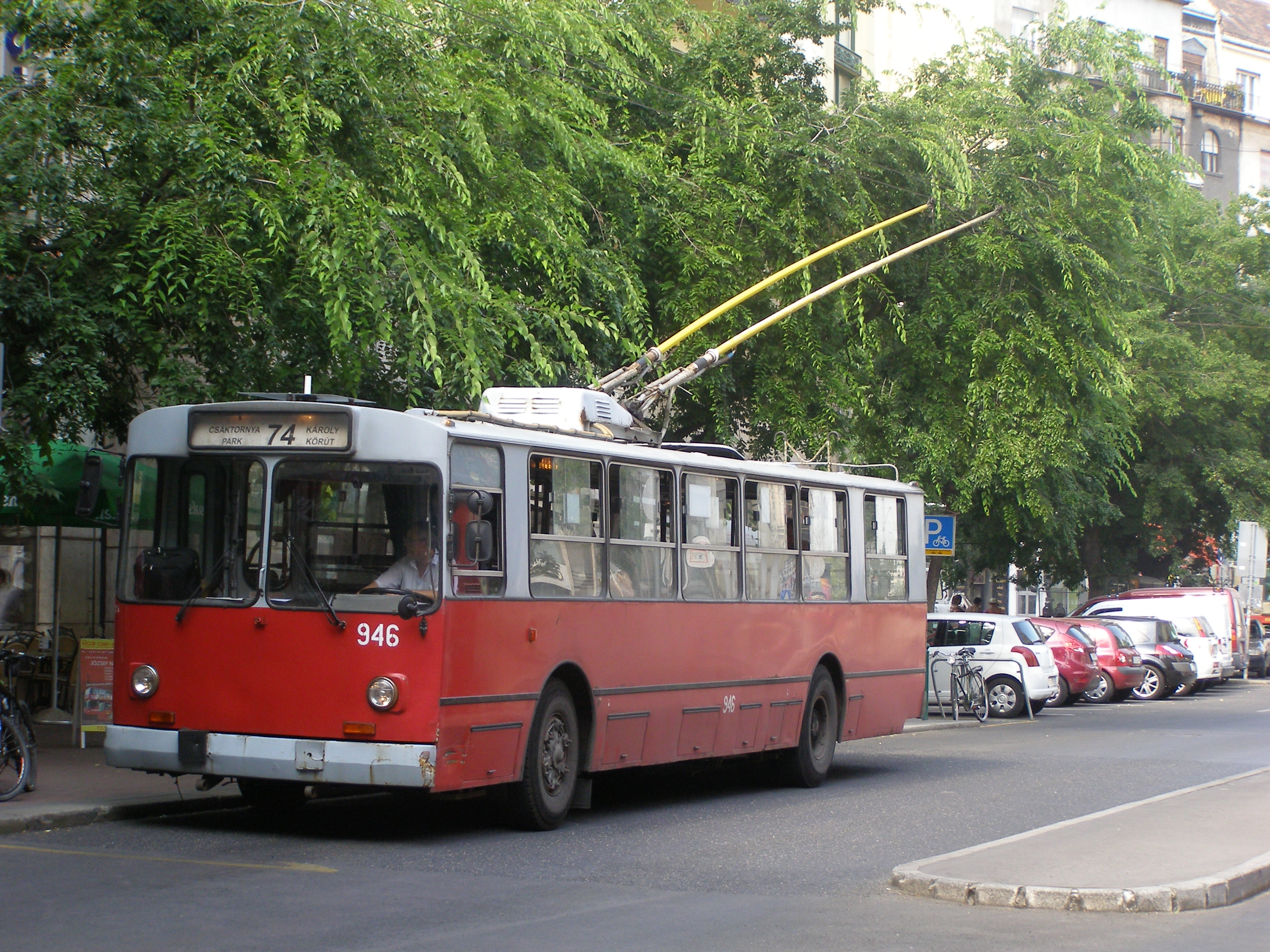
ZiU-9 a belvárosi végállomásán 2010-ben
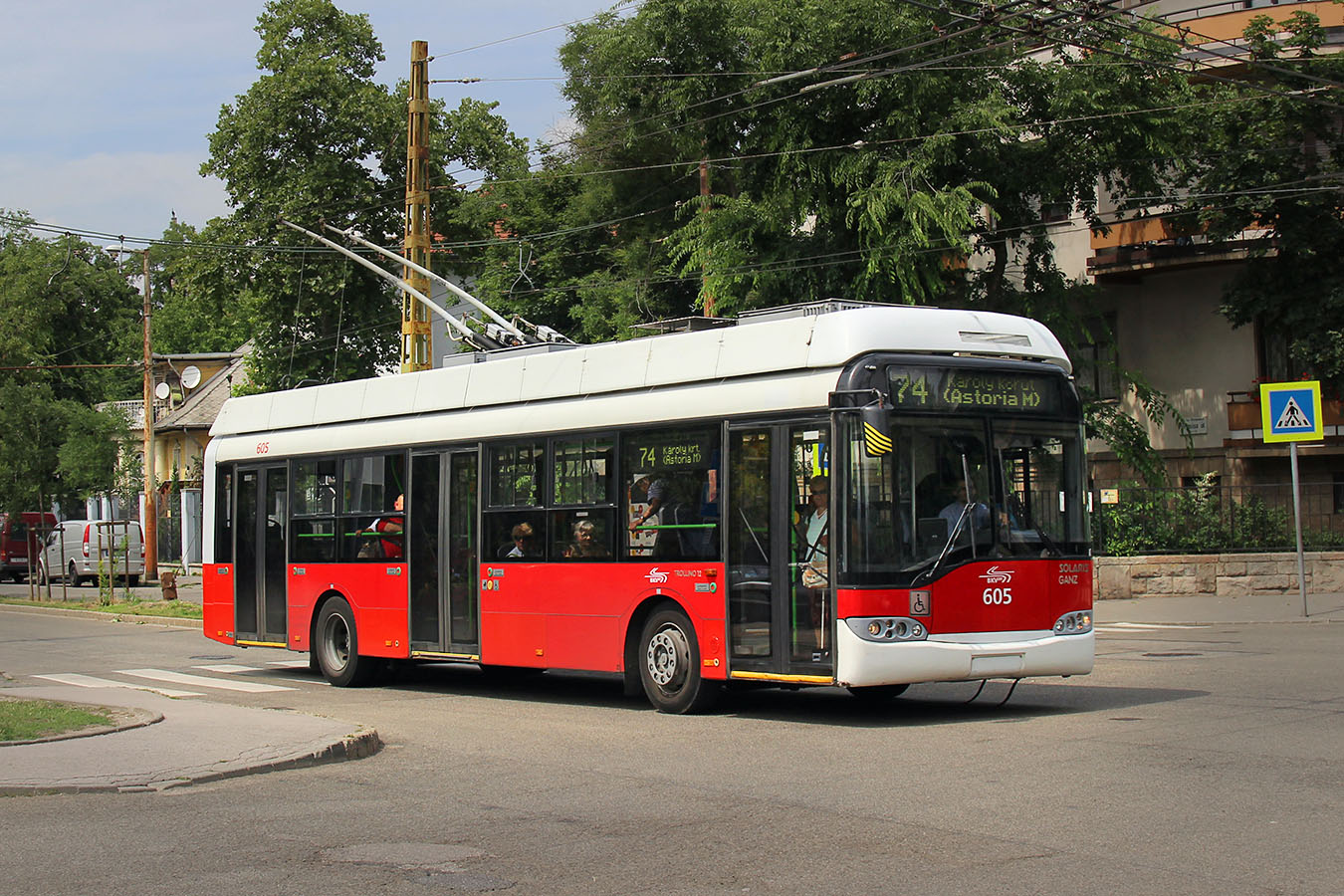
Solaris troli a Hermina úton
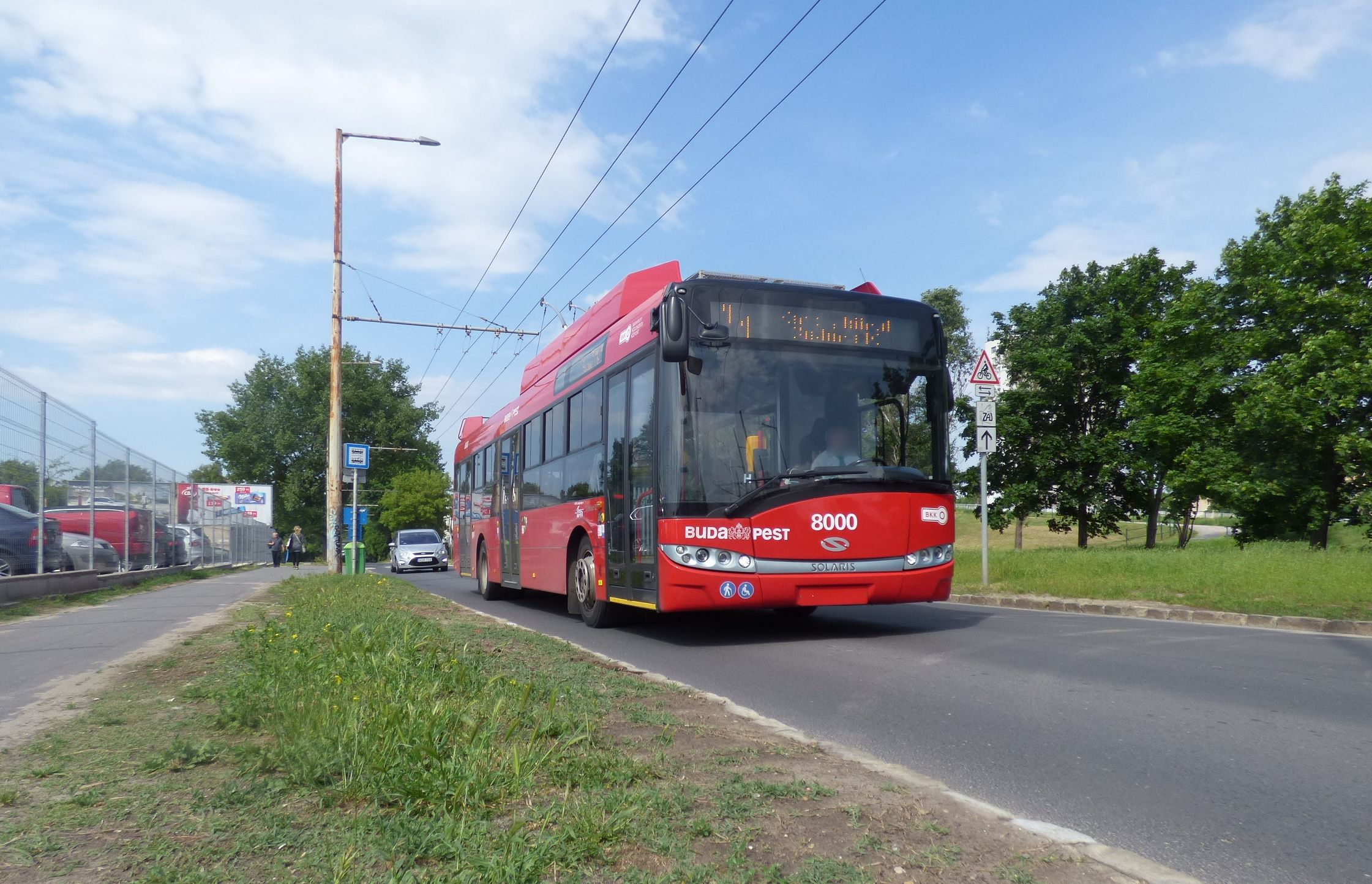
Solaris troli a Szőnyi úton
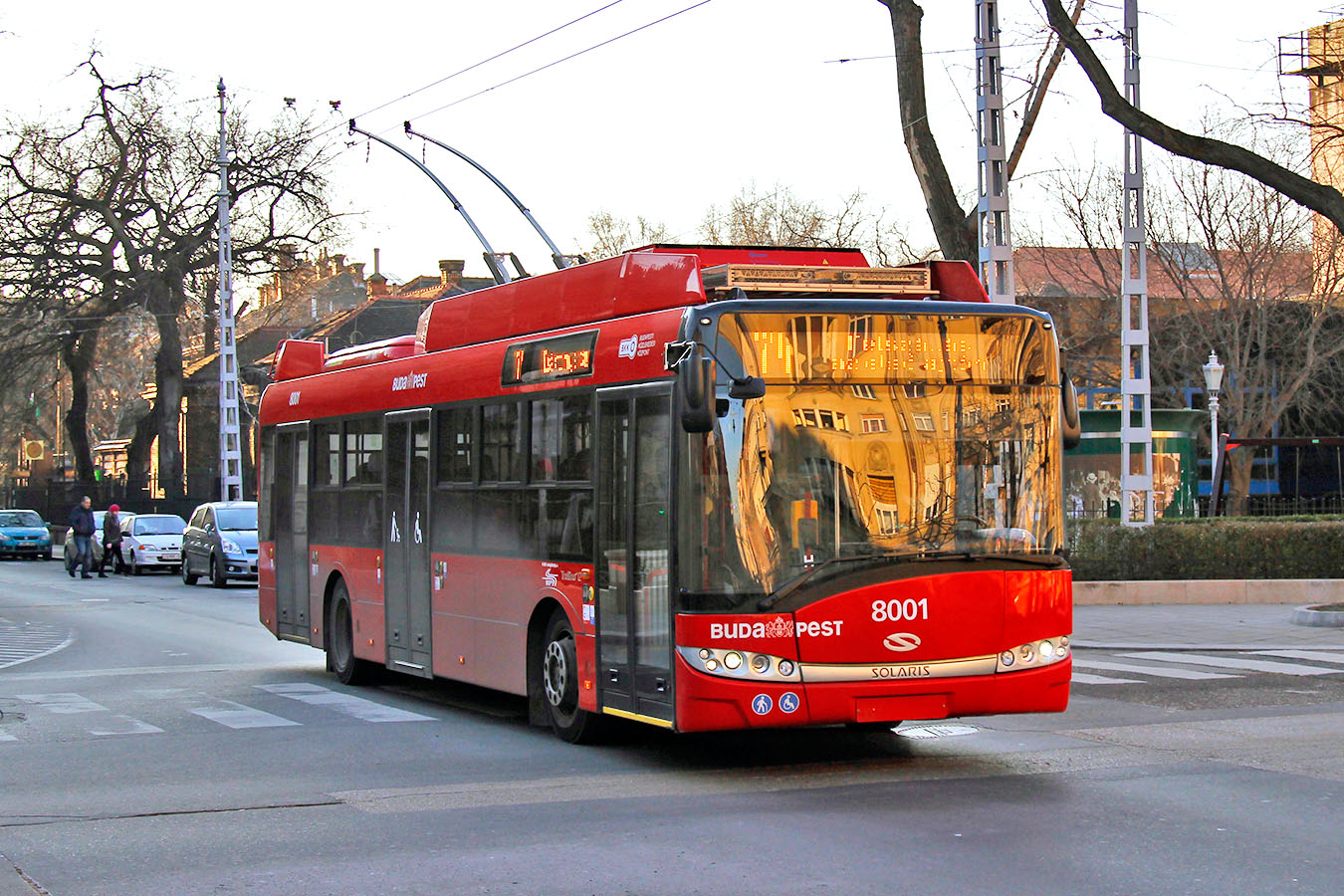
Solaris troli